# 3DNow!
3DNow! la tên của một mở rộng đa phương tiện được tạo ra bởi AMD cho các bộ xử lý của họ, bắt đầu với K6-2 năm 1998. Nó là sự thêm vào của những lệnh SIMD (Simple Instruction Multiple Data) với các tập lệnh x86, thiết kế để tăng khả năng của một CPU để tạo ra các yêu cầu xử lý véctơ của các ứng dụng đồ họa mạnh.

## Các bộ vi xử lý hỗ trợ 3DNow!
- Tất cả các bộ vi xử lý sau K6-2 của AMD.
- VIA C3 (còn gọi là Cyrix III)
- IDT Winchip 2